# Game of Emperors
Game of Emperors è un videogioco strategico in tempo reale online e multiplayer di massa, sviluppato dalla società bulgara Imperia Online S.p.a. Appare per la prima volta sulla rete nel febbraio 2016 ed è tradotto in 30 lingue. Game of Emperors è un gioco di strategia in tempo reale online, multigiocatore, di massa, medievale e di un gameplay approfondito.

## Modalità di gioco
Game of Emperors è di ambientazione medievale. Ogni giocatore deve sviluppare la propria provincia costruendo edifici economici e militari, facendo ricerche nell'università (che si trova nella capitale) e reclutando più esercito possibile per poter partecipare alle battaglie. La felicità deve essere alta perché altrimenti ci sarà una migrazione della popolazione. La comunicazione all'interno del gioco avviene tramite messaggi o dentro le alleanze.

### Primi passi
I giocatori devono registrarsi gratuitamente tramite il sito www.gameofemperors.com e devono inserire un'e-mail, un nome utente e una password. Poi all'inizio c'è un tutorial che spiega i moduli principali del gioco e ci sono delle ricompense, se gli obbiettivi sono stati completati con successo dal giocatore. Se sono stati completati con successo tutti i passi, si sblocca la possibilità di completare altre missioni.

### Province ed edifici
La provincia è la principale unità amministrativa nel gioco: sono tutti i territori intorno alla capitale che il giocatore ha conquistato. Le province si possono ottenere annettendo territori sulla Mappa globale. Questo è possibile se si possiede un livello libero della ricerca Centralizzazione (ogni livello di questa ricerca consente l'annessione di una provincia) e se il giocatore riesce a conquistare il territorio. I punti che i giocatori ricevono con l'annessione della provincia corrispondono agli edifici dentro la nuova provincia.
Ci sono quasi 30 edifici nel gioco, ognuno con la sua funzione speciale. Gli edifici si possono costruire e i loro livelli si possono alzare tramite il Municipio dove ogni giocatore inizia il proprio sviluppo. Dentro il Municipio ci sono due sezioni per gli edifici: 'Economia' e 'Militare'.

### Grandi uomini
Il ritratto di ogni Grande uomo nel palazzo fornisce l'accesso al suo profilo. Dentro i giocatori possono controllare il loro stato civile, i livelli dell'esperienza, i talenti innati e le loro abilità. Inoltre, un Grande uomo può essere nominato erede al trono o può essere inviato come candidato per il matrimonio. Tramite il profilo del Grande uomo si possono selezionare anche le abilità e l'acquisto di esperienza. Le abilità di governatore, come per esempio il bonus alla produzione delle risorse e allo sviluppo delle unità militari, favoriscono lo sviluppo generale della provincia, mentre le abilità di governatore migliorano le abilità durante la battaglia. Il generale può essere catturato dall'esercito nemico, se il giocatore perde la battaglia.

### Popolazione
La popolazione in Game of Emperors può crescere con lo sviluppo della ricerca Medicina e/o con l'attivazione di Premium. Se la popolazione diminuisce perché non ci sono abbastanza Fattorie, il livello delle Fattorie si può alzare e la crescita della popolazione aumenterà. Se la Felicità diminuisce, aumenta il livello della migrazione. Minore è la Felicità media, maggiore è la possibilità di perdere popolazione. Se la popolazione raggiunge il limite consentito dal livello attuale delle Abitazioni, allora la popolazione oltre il limite sarà senza tetto. La crescita della popolazione senza tetto è due volte minore. La popolazione senza tetto può essere reclutata come esercito però non può essere assunta nelle miniere e di conseguenza non può produrre risorse. Il livello delle Abitazioni si deve alzare per poter assumere la popolazione. Se la popolazione raggiunge i 200 000 abitanti, non è possibile più accumulare popolazione senza tetto.

### Alleanze
Le alleanze in Game of Emperors sono gruppi di giocatori che hanno un obiettivo comune e che si uniscono attorno a una strategia comune. Gli alleati donano risorse nella tesoreria dell'alleanza che si usano per lanciare ricerche, per dichiarare guerre, per fondare possedimenti di alleanza, per espandere l'influenza culturale e militare, ecc. Gli alleati possono aiutarsi economicamente e militarmente inviandosi dell'oro. Le alleanze hanno la propria classifica nel gioco basata soprattutto sul numero totale dei punti netti e dei membri dell'alleanza.

### Risorse
Le risorse sono necessarie per lo sviluppo delle province e per l'addestramento delle unità militari. Legno, ferro e pietra si producono tramite i rispettivi edifici: segheria, miniera di ferro e cava di pietra. Le risorse sono la ricchezza che i lavoratori producono nelle miniere dell'impero e una ricchezza sono anche le tasse che si raccolgono dalla popolazione. Tutto questo può essere investito in costruzioni, ricerche ed esercito. La produzione di risorse può essere aumentata tramite l'aggiornamento delle tre strutture che generano risorse (segheria, miniera di ferro e cava di pietra), in modo da creare nuovi posti di lavoro aumentando così la possibilità di produzione. La quarta risorsa importante è l'oro che si usa per quasi tutte le ricerche, per l'addestramento dell'esercito e per l'aggiornamento degli edifici. È anche la valuta universale per l'acquisto e per la vendita degli altri tre tipi di risorse. L'oro si ottiene tramite le tasse, la vendita di risorse al mercato, dopo gli assedi alla fortezza riusciti, facendo deposito nella banca e come premio possibile dai diversi forzieri con bonus nel gioco. Ci sono anche le cosiddette "risorse speciali" che si possono trovare sulla mappa globale. Esistono più di 50 tipi di "risorse speciali" il cui obiettivo è quello di fornire diversi bonus alla produzione di risorse, alle unità militari, all'accumulazione di esperienza e così via.
La quantità massima di risorse che ogni provincia/colonia può accumulare dipende dal livello della fortezza. Quando si raggiunge il limite, la provincia/colonia può accumulare ancora altre risorse dentro però smette di produrre risorse fino a quando la quantità delle risorse non scenderà sotto il limite o fino a quando non sarà costruito un nuovo livello della fortezza.

### Previsioni del tempo
Il tempo ha un ruolo importante nella vita di tutti i giocatori in Game of Emperors perché influenza diversamente tutti gli imperi su tutta la mappa globale: ogni giorno a seconda del tempo si aggiungono vari effetti positivi e negativi. Le previsioni del tempo mostrano come sarà il tempo nella regione nei prossimi 5 giorni dell'era, come anche quali effetti positivi e negativi saranno applicati all'economia e all'attività militare.

### Le 18 meraviglie nel reame
Ci sono 18 edifici speciali che possono essere costruiti da tutti i giocatori che hanno raggiunto il livello 25 della ricerca Architettura.
La meraviglia si ritiene conquistata se si raggiunge il livello più alto in tutto il reame del rispettivo edificio: allora la meraviglia appare sulla mappa globale accanto all'impero del proprietario della meraviglia.
Ogni meraviglia fornisce un bonus speciale al proprietario e a tutti i suoi alleati come segue:
- L'Obelisco Mistico: 5 punti giornalieri bonus alla felicità.
- La Cima di Fuoco: 5 punti bonus al limite della felicità.
- La Torre Celeste: -10% al tempo di ricerca.
- Le Piramidi del Sole:  -10% al tempo di costruzione.
- Il Palazzo dell'Aurora: 10% di bonus all'effetto delle fattorie.
- Il Condottiero: - 10% al tempo di addestramento dell’esercito.
- Il Grande Cavaliere: bonus del 10% al tempo di viaggio dell’esercito.
- La Torre di Guardia d’oro: 100% bonus efficienza per tutte le spie.
- Le Terre Mistiche: 10% doni maggiori dal tempio.
- Il Bastione del Drago: -10 punti morale per tutti gli attaccanti.
- Il Palazzo Proibito: 50% bonus sull'introito dell’oro dal commercio e dai vassalli.
- La Porta della Vittoria: 5 punti morale bonus.
- I Giardini della Vita: 10% bonus di crescita della popolazione.
- Il Tempio della Morte: 10% bonus attacco nel primo round.
- La Tomba di Guerra: -5% mantenimento dell’esercito.
- L’Osservatorio Antico: 10% bonus di raggio su tutte le logistiche.
- L’Acquedotto: fornisce un bonus del 10% all'introito dell’oro dal commercio e dai vassalli, del 10% all'effetto delle fattorie e del 10% alla crescita della popolazione.
- L’Altare del Signore della guerra: diminuisce del 10% il tempo di viaggio, riduce del 5% il mantenimento dell’esercito e fornisce un bonus del 10% all'attacco durante il primo round della battaglia.

Ogni giocatore può sviluppare più di un edificio speciale ma può possedere un solo una meraviglia. Questo significa che se si raggiunte il livello massimo di più di un edificio speciale, il giocatore deve scegliere solo uno dei due edifici che sarà la sua meraviglia e che fornirà il bonus a lui e ai suoi alleati.

### Battaglie
Il sistema di combattimento in Game of Emperors è complesso, sebbene sia composto solo da 5 tipi di unità militari. Le unità militari sono gli spadaccini, i lancieri, gli arcieri, i cavalieri e le macchine d'assedio. L'esito di ogni battaglia si calcola automaticamente quando si scontrano gli eserciti e non può essere controllato direttamente. Ci sono tre tipi di battaglie nel gioco a seconda della meccanica, delle unità che partecipano nella battaglia e dei vantaggi per l'attaccante: battaglia campale, assedio alla fortezza e saccheggio.
Il primo tipo di battaglia, la battaglia campale, invia le truppe a combattere solo contro l'esercito campale del nemico, senza nessun assedio o uccisione della popolazione civile. L'unico profitto per l'attaccante sono i punti militari che si guadagnano uccidendo le unità nemiche e i punti onore. L'assedio alla fortezza si svolge se il nemico riuscirà a uccidere l'esercito campale del nemico. Se l'assedio è riuscito, si saccheggiano risorse. Se il giocatore decide di inviare un saccheggio verso il nemico, il suo esercito infliggerà danni alla popolazione civile. Si vince dell'oro per ogni abitante ucciso però c'è anche una punizione sotto forma di punti onore persi.

## Storia
Game of Emperors è lanciato nel mese di febbraio 2016 come gioco da browser. È anche disponibile per le reti sociali: Odnoklassniki, la più grande rete sociale russa, e Facebook.
Nel mese di dicembre 2017, il gioco Game of Emperors è lanciato in tutte le piattaforme di Windows Phone e Windows Tablet/PC.
Nel 2018, Game of Emperors è disponibile anche in Armor Games, uno dei più grandi siti per giochi da browser.
All'inizio del 2019 è lanciata in tutti i reami del gioco la Chat globale che migliora l'elemento sociale nel gioco e che consente ai giocatori di comunicare in un unico modulo.

## Premi/Nomination
Premi BAIT 2016
- Nomination 'Entertainment Software' per Imperia Online S.p.a. con Game of Emperors

Premi TIGA 2018
- Nomination per strategia migliore[9][10]

Indie Prize Awards a Londra 2018
- Nomination per Indie Prize Awards

## Lingue
| bulgaro   | inglese  | portoghese | portoghese brasiliano | spagnolo | italiano |
| turco     | serbo    | croato     | polacco               | slovacco | francese |
| arabo     | persiano | russo      | ucraino               | ceco     | macedone |
| greco     | olandese | cinese     | giapponese            | hindi    | svedese  |
| ungherese | sloveno  | rumeno     | tedesco               | albanese | ebraico  |